# Wapen van Neder-Betuwe

Het wapen van Neder-Betuwe is het wapen van de gemeente Neder-Betuwe bestaande uit een gecarteleerd schild met daarop kwartieren afkomstig van Kesteren, Echteld en Dodewaard. De beschrijving luidt: 
"Gevierendeeld: I in azuur, bezaaid met blokjes van goud, een omgewende leeuw van hetzelfde, getongd en genageld van keel: II in zilver, bezaaid met blokjes van azuur, een leeuw van keel, gekroond van goud: III in goud een half naar links gewende wolfskop en -hals van keel; IV in azuur een dubbelnap van goud. Het schild gedekt met een gouden kroon van drie bladeren en twee parels."

## Geschiedenis
Het wapen van Echteld werd op 13 december 1950 verleend met als beschrijving:
"In zilver, bezaaid met staande blokjes van azuur, een leeuw van keel, gekroond met een gouden kroon van drie bladeren en twee paarlen. Het schild gedekt met een gouden kroon van drie bladeren en twee paarlen."
Het oude wapen van Kesteren werd verleend op 31 januari 1959 en bestond uit de kwartieren van Schenkhof, Lede en Oudewaard, Wolfswaard en de Gelderse leeuw. De beschrijving luidt: 
"In zilver een vrijkwartier van azuur, bezaaid met staande blokjes van goud en beladen met een gouden leeuw, getongd en genageld van keel: het schild gedekt met een gouden kroon van drie bladeren en twee parelpunten."
Op 1 januari 2002 werden Dodewaard, Echteld en Kesteren samengevoegd tot de nieuwe gemeente met de voorlopige werknaam Kesteren. Op 6 mei 2002 werd een wapen verleend met de volgende beschrijving: 
"Gevierendeeld; 1 in azuur, bezaaid met blokjes van goud. een omgewende leeuw van hetzelfde, getongd en genageld van keel; II in zilver, bezaaid met blokjes van azuur een leeuw van keel, gekroond van goud, III in goud een halfnaar links gewende wolfskop en —hals van keel; IV in azuur een dubbelnap van goud. Het schild gedekt met een gouden kroon van drie bladeren en twee parels."
De Gelderse leeuw werd vervangen door het wapen van Dodewaard, dat veel lijkt op het wapen van Gelre; maar dan met blokjes, en in tegenstelling tot de leeuw van Gelre die een dubbele staart heeft, heeft de leeuw in het wapen een enkele staart. Om meer symmetrie in het wapen te krijgen werd de leeuw omgewend, zodat hij de leeuw uit het wapen van Echteld aankijkt. De wolfskop kijkt nu omgewend en half naar links (van achter het schild bezien), in het oude wapen was de wolfskop aanziend.
De gemeente Kesteren bestond maar kort. Op 1 april 2003 werd de gemeente omgedoopt tot Neder-Betuwe, waarmee het wapen formeel kwam te vervallen. Het wapen werd dus bijna tien jaar ten onrechte gevoerd, omdat de Hoge Raad van Adel te snel een wapen had verleend. In 17 januari 2012 vroeg de gemeente aan de koningin om het aan Kesteren verleende wapen uit 2002 te bevestigen voor de nieuwe gemeente. Daarmee werd de gemeente op 2 april 2012 bevestigd.

## Verwante wapens

Het wapen van Kesteren
Het wapen van Echteld
Het wapen van Dodewaard